# 白島キューガーデン
白島キューガーデン（はくしまキューガーデン）は、広島県広島市中区東白島町（白島地区）にある複合商業施設。ビルの正式名称およびオフィスビルとしての名称は『NTTクレド白島ビル』で、白島キューガーデンは、その1階に設置されている。

## 概要
当時のNTTの遊休地を活用するために設立されたデベロッパー『NTT中国不動産』（後の『NTTクレド』）が初めて設置した建物である。地上14階地下1階のメイン棟と駐車場棟で構成されている。1992年（平成4年）4月17日に開業した。
当地には、1875年（明治8年）から1948年（昭和23年）まで現在の『広島市立白島小学校』があり、その後『NTT広島支社』が。そして『NTT中国資材センター』が設置されていた。
『NTT中国不動産』設立時に、当初計画施設の1つとされ、1990年（平成2年）9月に着工された。
計画案ではオフィスビルを建築し、当時7ヶ所に分散していたNTTの技術開発部門を集約し、LANや光ケーブルを整備。また、『駐車場・店舗・サービス施設を備えた複合ビル』とした。オフィス棟は地上14階地下1階。駐車場棟は地上8階地下1階を予定し、総工費は約80億円とした。
1992年（平成4年）4月17日に『NTT-CRED白島ビル』として開業。開業当初は、2階から7階はオフィス用フロア。8階から10階はNTT関連会社。それ以上はNTT本体が使用するとした。また、開業時に銀行（広島銀行白島支店）が移転した。また、1992年（平成4年）から1994年（平成6年）まで施主である『NTT中国不動産』の本社も置かれている。
1階部分はレストラン街及び商業施設になっている。開設時点で、レストランや喫茶店が7店。食材の店が1店入店した。南ヨーロッパのようなイメージで商業スペースは作られ、施設内は石畳に人工の水場、またシンボルとなる時計台も作られた。
現在の英字表記は『Hakushima Q-GARDEN』になっているが、開設当時は『Hakushima CUE-GARDEN』と表記していた。『CUE』は『白島をより快適な街にするきっかけ』の意味で付けられた。また開設当時は、『NTT中国不動産』唯一の建物だったので『NTT-CREDビル』と呼ばれていた。
1993年（平成5年）には、『広島市優秀緑化施設表彰』を受賞している。

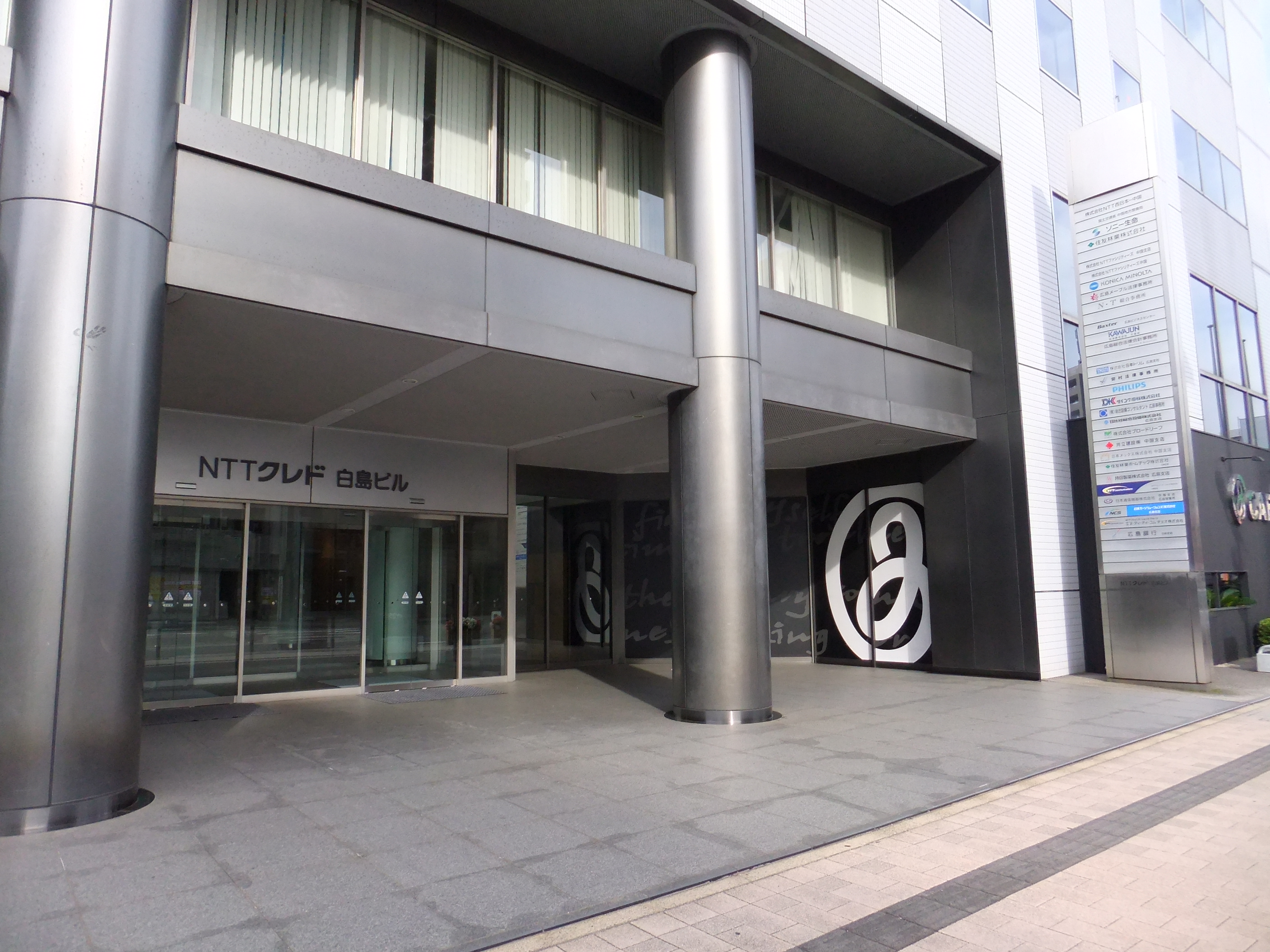
オフィスの入口
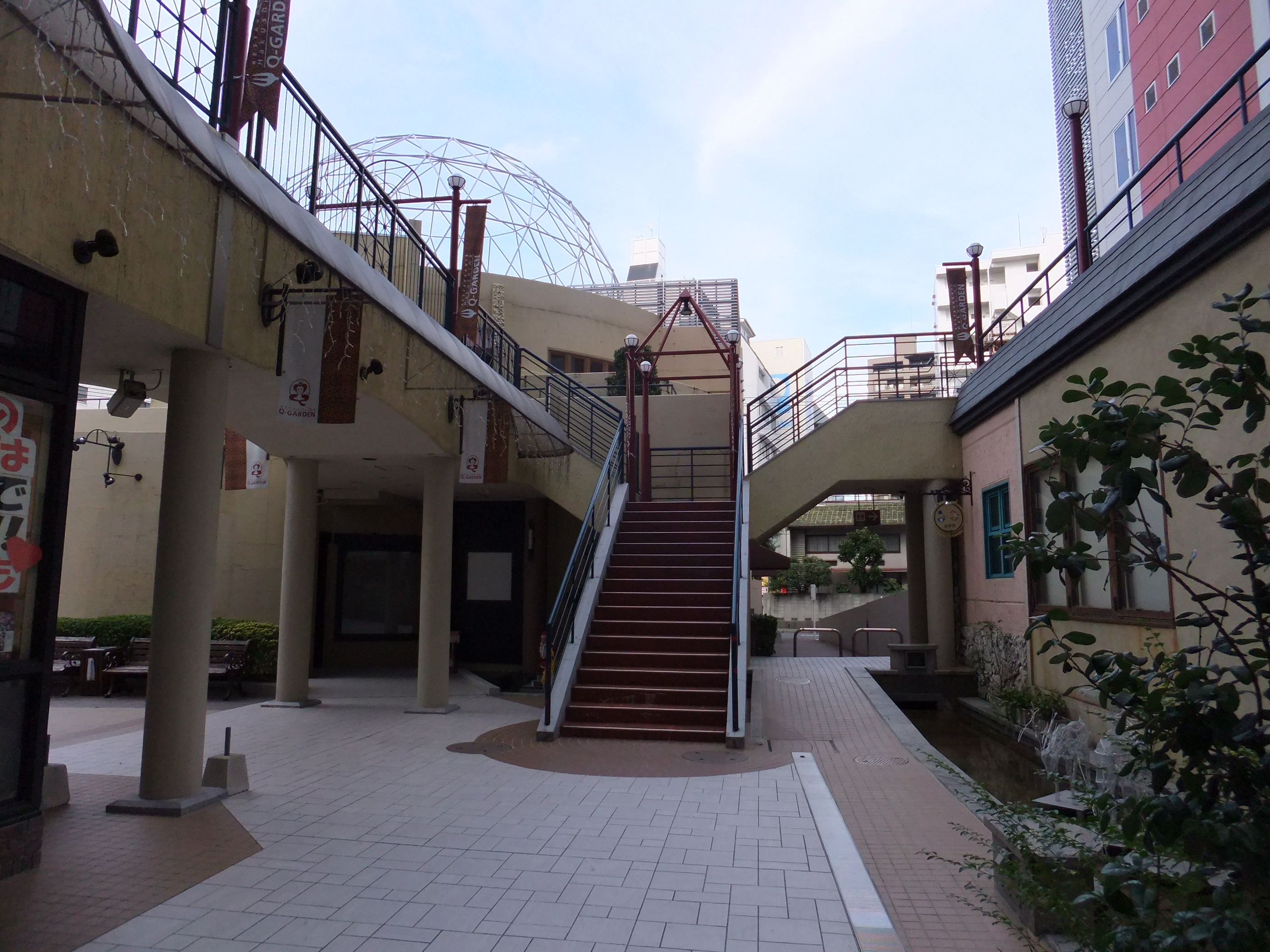
南ヨーロッパのようなイメージの商業スペース
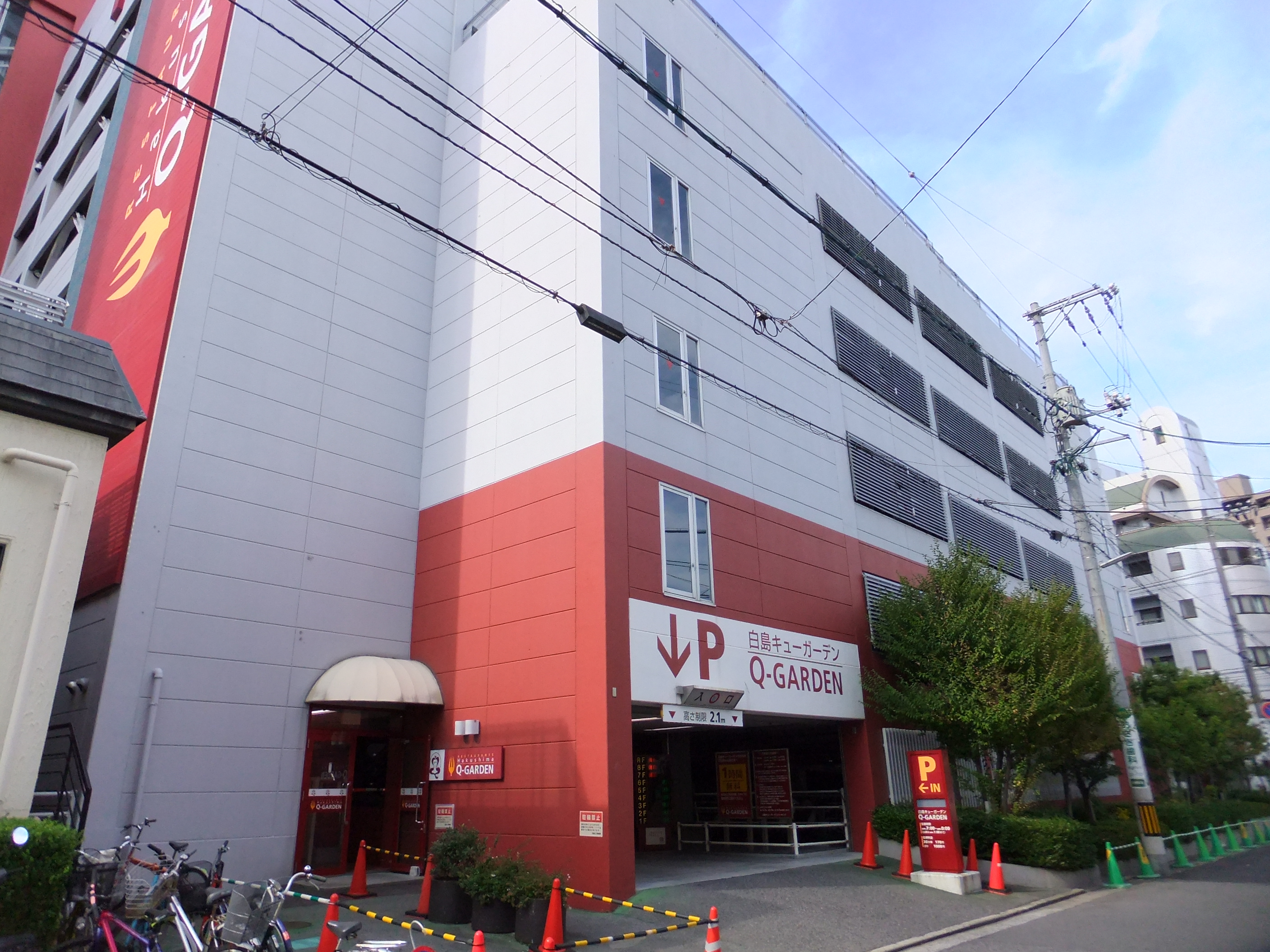
駐車場も整備されている
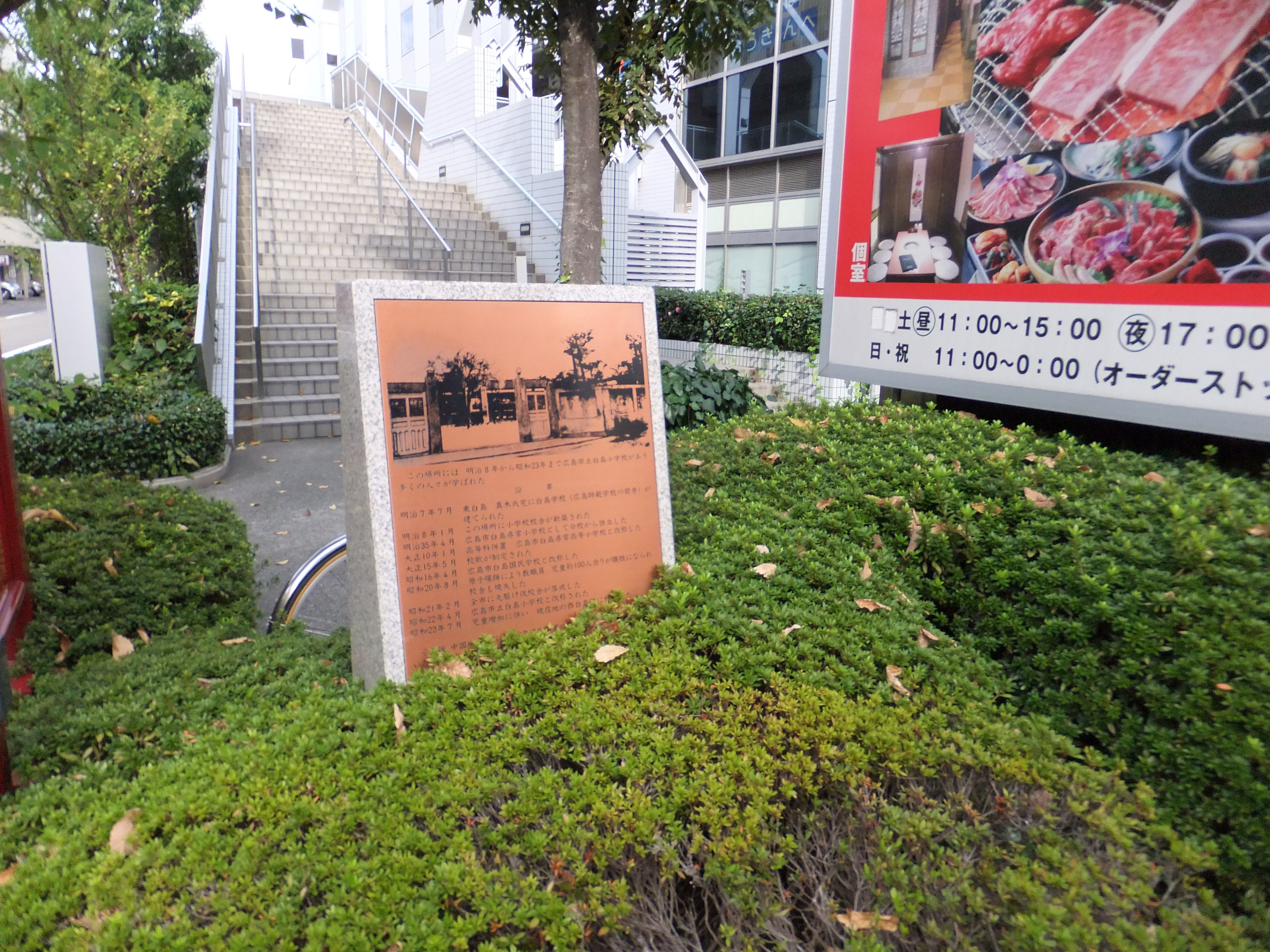
以前学校があったことを示す碑

## アクセス
- 公共交通機関
  - JR西日本、広島高速交通（アストラムライン）は、新白島駅が最寄り駅になる。路面電車（広島電鉄）は、白島線白島電停が最寄り駅になる。
- 自家用車
  - 施設内に駐車場を整備し、530台収容出来る[3]。

## 参照
1. 1 2 3  中国新聞 1990年5月23日 6ページ『オフィスビル 広島市で建築 NTT中国不動産』
2. ↑  中国新聞 1989年7月12日 6ページ『NTT中国 不動産事業の新会社を設立』
3. 1 2  中国新聞 1992年4月15日 6ページ『NTT白島ビル完成 17日にオープン』
4. ↑  『広島会社手帳 平成4年版』440ページ及び『広島会社手帳 平成5年版』438ページ。『1992 広島企業年鑑』440ページ及び『1993 広島企業年鑑』438ページ。表記の違いで、移動したことは確認出来るが具体的な移動時期の記載はない
5. 1 2  中国新聞 1992年4月24日 夕刊 4ページ『グルメビル続々誕生 遊び感覚受けています 広島市中区』

## 参考書籍
- 『広島会社手帳』（広島経済リポート編、株式会社広島経済研究所） 各バックナンバー
- 『広島企業年鑑』（株式会社経済リポート）各バックナンバー
- 『中国新聞』（中国新聞社）各バックナンバー